# Salafisme
Ne doit pas être confondu avec Salafisme moderniste.
Pour la forme de salafisme également appelée salafisme, voir wahhabisme.
Le salafisme (arabe : السلفية) est un mouvement religieux de l'islam sunnite, revendiquant un retour aux pratiques en vigueur dans la communauté musulmane à l'époque du prophète Mahomet et de ses premiers disciples — connus comme les « pieux ancêtres » (al-Salaf al-Ṣāliḥ ) — et la « rééducation morale » de la communauté musulmane. Le terme est souvent utilisé comme synonyme de wahhabite, bien que tous les salafistes ne soient pas wahhabites.
Les salafistes ont une lecture littérale des textes de l'islam, le Coran et les ahadith de la Sunna. Ils rejettent les innovations religieuses (bidʻah) blâmables.
Historiquement, un autre mouvement d'inspiration libérale, né vers la fin du XIXe siècle en Égypte, a été désigné sous le nom de « salafisme ». Par la suite, un autre mouvement se réclamant essentiellement dans l'héritage idéologique de Ibn Taymiyya (XIIIe siècle) est apparu dans ce même pays en 1926 puis, sous l'impulsion de Rachid Rida, a convergé avec le wahhabisme, auquel il est souvent apparenté.
On distingue trois principales mouvances dans le salafisme contemporain : une qualifiée de « quiétiste », refusant de s'impliquer dans la vie civique ou politique et se consacrant à l'éducation des musulmans à la doctrine salafiste, une « politique » et une « djihadiste », qui prône l'action armée et utilise le salafisme comme une base idéologique pour justifier le terrorisme. Cependant, tous les salafistes se réclament à la fois d'Ibn Taymiyya et Mohammed Ben Abdelwahhab.
Le mouvement est ainsi caractérisé par des polémiques internes et des disputes théologiques, chacune de ces tendances entretenant un rapport particulier aux sociétés européennes et musulmanes ainsi qu'aux façons de parvenir à l'établissement de l’État islamique.

## Terminologie

### Étymologie
Étymologiquement, « salafisme » (en arabe السلفية, as-salafiyya) provient du mot سلفي salaf, « prédécesseur » ou « ancêtre » (al-salaf al-salih désigne les « pieux prédécesseurs »). La notion de pieux ancêtres est issue d'un hadith du Sahh al-Bukhari, où les compagnons du prophète Mahomet, Imran ibn Husain et Abdullah ibn Masud, disent l'avoir entendu dire que « le meilleur de ma communauté est dans ma génération, puis celle qui suit et celle qui suit après ». Dans ce hadith, le terme « génération », traduction de l'arabe qarn, désigne Mahomet et ses compagnons, ainsi que les deux générations de disciples qui les suivirent, la tabi'un et les tabi‘ at-tabi‘in, et peut être compris comme une unité de temps, équivalent à cent ans selon certains exégètes.
Le wahhabisme est en général considéré comme étant une mouvance voire un synonyme du salafisme. Les mouvements islamo-nationalistes tels que les Frères musulmans sont aussi parfois appelés « néo-salafistes », mais sont le plus souvent qualifiés d'islamistes.

### Usage ancien du terme

#### Usage médiéval
Le terme « salafisme » ou « salafiya » a été utilisé à l'époque médiévale pour désigner les adeptes de l'atharisme, suivant les salaf. Henri Lauzière estime que même si les hanbalistes étaient qualifiés à cette époque de « salafistes », les désigner comme tels à notre époque est anachronique.

#### Salafisme moderniste
La naissance du mouvement salafiste date des années 1920, dans un contexte d'effondrement de l'empire ottoman et de grande faiblesse des hachémites. Toutefois, les historiens et le monde académique en général situent l’apparition du terme salafiste à la fin du XIXe siècle, pour désigner un mouvement apparu en Égypte, en réaction à la domination intellectuelle et politique de l'Europe sur le monde musulman. Les leaders initiaux de ce mouvement, Djemâl ad-Dîn al-Afghâni, et plus particulièrement ses disciples, Mohamed Abduh et Mohammed Rachid Rida,, critiquent la stagnation de la pensée islamique et la sécularisation des élites musulmanes, et plaident pour une réinterprétation des textes fondateurs de l'islam, le Coran et la Sunna, en accord avec les principes de rationalité scientifique et de gouvernance libérale. Ce mouvement a été baptisé « salafisme » dans les années 1920 par des orientalistes français Louis Massignon et Henri Laoust, sans que les intéressés aient nécessairement revendiqué ce nom. Cette tendance initiale est aujourd'hui qualifiée de « salafisme moderniste »,.

## Histoire

### Du wahhabisme au salafisme
L'ambitieux futur roi d'Arabie saoudite, Abdelaziz Al Saoud, doté d'un grand charisme allié à une orthodoxie religieuse, qui ne rejetait pas un relatif pragmatisme vis-à-vis de la modernité (au moins dans sa dimension technologique et lorsque celle-ci servait ses objectifs), devenait le leader islamique idéal aux yeux de Rachid Rida (l'alternative eût été le laïc Atatürk). Sans défendre directement la doctrine wahhabite portée par les Saoud, qui était alors largement redoutée, Rachid Rida éluda toutes critiques de celle-ci et fut un avocat passionné d'Abdelaziz Al Saoud et de ses fanatiques Ikhwans, contribuant de fait à la légitimation du wahhabisme, notamment via sa publication Al Manar (arabe : المنار, Le Phare). L'influence des wahhabites, se présentant alors de manière récurrente comme « salafistes par la foi, hanbalites par la loi », allait alors transformer le mouvement dans sa version contemporaine qui de fait est souvent associé, sinon assimilé, au wahhabisme introduit par Mohammed ben Abdelwahhab dans la péninsule Arabique au XVIIIe siècle. Le mouvement salafiste moderniste deviendra marginal dans la période post-coloniale. Rashid Rida s'est ensuite rapproché du wahhabisme à la fin de sa vie,.
À la suite de la mort de Rachid Rida en 1935, Hassan el-Banna devint l’éditeur de la publication Al Manar, témoignant de l'influence du salafisme moderniste chez celui qui créa le mouvement les frères musulmans en 1928.
Le mouvement salafiste contemporain, rejetant le rationalisme, voue une antipathie aux théologiens salafistes égyptiens du XIXe siècle et revendique de façon quasi obsessionnelle être l'héritier de la pensée du théologien du XIIIe siècle, Ibn Taymiyya, ainsi que de ses disciples Ibn Al-Qayyim et Ibn Kathîr. Les salafistes contemporains affirment que le concept de « salafisme » est antérieur au courant moderniste égyptien en invoquant l'interprétation littéraliste de l'islam par Ahmad Ibn Hanbal au IXe siècle, ainsi que l'appel au retour à la foi d'origine lancé par ce dernier et Ibn Taymiyya.
À partir des années 1920, les autorités saoudiennes délaissent le terme « wahhabisme » au profit de « salafisme » qu'Ibn Saoud revendique en 1936 lors du hajj.

## Doctrine
Les divers courants salafistes se perçoivent comme un mouvement de renaissance de l'islam recherchant un retour à la foi des origines, celle des « pieux prédécesseurs » et s'émancipent de la tradition fondée par les écoles juridiques (madhahib). Les théologiens salafistes établissent une relation de causalité entre la piété exemplaire des trois générations des « pieux prédécesseurs » — qui pour eux incarnent l’âge d’or de l’islam — et leurs succès militaires et politiques dont résulte l'expansion de l'islam.
À l'extrême, certains considèrent que l'imitation (taqlid) de la jurisprudence des écoles juridiques équivaut à une forme de polythéisme. Là où les salafistes modernistes de la fin du XIXe siècle plaidaient pour une réinterprétation des textes fondateurs de l'islam, le Coran et la Sunna en accord avec les principes de rationalité scientifique et de gouvernance libérale, les salafistes contemporains, rejetant le rationalisme, sont réputés suivre l’école athariste, laquelle préconise une lecture littérale et non interprétée des textes, par opposition à une interprétation métaphorique ou ésotérique (Ta'wil).

### Orthodoxie
Pour les salafistes contemporains, le Coran et la Sunna se suffisent à eux-mêmes et ne révèlent qu'une seule vérité : il n'y a pas de place pour des différences d’interprétations. La pluralité d’écoles islamiques est dès lors inacceptable et l’adhésion à l'une d'elles sans faire l'effort de comprendre les textes fondateurs de l'islam (ijtihad) par soi-même ne peut que conduire le musulman à sa perte. Par ailleurs, de par sa nature littéraliste, le mouvement salafiste est proche de l'école hanbaliste. Ils rejettent ainsi les quatre madhhab, les consensus des théologiens et le raisonnement par analogie.
Les salafistes saoudiens suivent généralement le hanbalisme, et préconisent de se laisser guider par un imam plutôt que de chercher à comprendre l'écriture par soi-même, ce qu'ils définissent éventuellement comme étant « salafiste par la foi, hanbaliste par la loi ». Cela a été dénoncé par l'un des théoriciens du salafisme Muhammad Nassiruddine al Albani,, comme étant contraire à l’idéologie salafiste. La doctrine wahhabite se situe dans l'héritage de Abd al-Wahhab qui s'est largement inspirée des idées de Ibn Taymiyya, ce dernier ne rejetant pas le taqlid. La doctrine salafiste s'appuie plus sur le disciple de Ibn Taymiyya, Ibn Qayyim al-Jawziyya qui arguait que les musulmans devaient s'émanciper du taqlid, impliquant alors un intérêt renouvelé dans les hadiths, pour trouver les réponses autrement fournies par le taqlid. Par ailleurs, dans leur quête d'un islam purifié, ils sont extrêmement concernés que celui-ci soit infecté par des hadiths contrefaits : les figures salafistes les plus connues, comme al Albani, se sont spécialisées dans l'authentification de hadiths, les hadiths eux-mêmes devant être interprétés littéralement, dans le but de fournir des réponses non trouvées dans le Coran sans faire appel à la raison humaine.
Pour les salafistes contemporains, spéculer ou raisonner dialectiquement (kalâm) est proscrit, l’idée sous-jacente étant que lorsque les hommes tentent d'appliquer leur propre logique ou raison, celle-ci est pervertie par le désir humain et autres déviances lesquelles conduisent à un biais d’interprétation dans l’intérêt des hommes plutôt que de la vérité divine.
Les principes centraux du salafisme contemporain sont l'unique qualité de Dieu (tawhid), où toute association d’être ou objet avec Dieu, telle que le « culte des saints » est considérée comme une forme de polythéisme (shirk) et, parce que le Coran mentionne Dieu comme le législateur suprême, le respect de la charia dans son entièreté. Les salafistes rejettent la séparation du religieux et de l’État (ou la laïcité) car impliquant la suprématie des lois et institutions humaines sur la gouvernance divine, ce qui est contraire au principe de souveraineté islamique (hakimiyyah),.
Plus généralement, les salafistes voient l'Occident comme un ennemi éternel et déterminé à détruire l'islam en le polluant avec ses concepts et valeurs. Le verset coranique 2:120 « Ni les Juifs, ni les Chrétiens ne seront jamais satisfaits de toi, jusqu’à ce que tu suives leur religion » leur permet de donner une assise idéologique au rejet de valeurs, systèmes de raisonnement ou d'analyse occidentaux. Si ceux-ci n’étaient pas utilisés par les pieux ancêtres ils sont considérés comme « innovation blâmable » (bid'ah) et doivent être rejetés.
Cette hostilité envers les « innovations » est aussi ancrée dans un certain nombre de hadiths. Si une activité ou une coutume n'est pas directement prévue par le Coran ou la Sunna, alors elle est considérée comme contraire à l'islam. Beaucoup de salafistes adoptent donc un code vestimentaire inspiré de l'époque prophétique et rejettent le style occidental. Par ailleurs les salafistes sont arrivés à la conclusion que les innovations technologiques, plus spécifiquement lorsqu'elles supportent leur prosélytisme, sont acceptables. Cela avait été un point d'achoppement dans les années 1920 entre Abdelaziz Al Saoud et ses ikhwans, qui lui reprochaient d'introduire des innovations impies, éventuellement conduisant à une révolte avortée en 1927. Rashid Rida a posé en 1928 ce principe doctrinal : tout ce qui est incréé, tel la philosophie, est du domaine des innovations blâmables, pendant que tout ce qui est créé l'est par la grâce de Dieu.
Les salafistes se réfèrent aussi au hadith faisant dire au prophète Mahomet « Ma communauté se divisera en 73 sectes, toutes iront en enfer sauf une... et elle sera celle qui suivra la même voie que la mienne et celle de mes compagnons » pour justifier la supériorité de leur choix et éventuellement de leurs mœurs et coutumes.

### Anthropomorphisme
Les noms et attributs divins qui apparaissent dans le Coran et la Sunna, étant acceptés littéralement, conduisent à une vision anthropomorphique de Dieu interdite d’après le Coran (versets 42:11 et 112:1-4). La doctrine hanbalite est néanmoins de toujours avoir une lecture affirmant les attributs de Dieu, mais sans recourir aux facultés humaines pour les comprendre (bi-la kayfa, en arabe : بلا كيف). Ibn Taymiyya ayant été emprisonné pour avoir refusé une interprétation métaphorique des attributs divins, est une source d'inspiration pour les salafistes. Pour les salafistes contemporains, le mutazilisme, une école théologique rationaliste fondée par un salaf au VIIIe siècle est la quintessence de la déviance, car l'usage de la raison conduirait à nier ou questionner les attributs divins et par là remettre en cause l'indivisibilité de Dieu, laquelle est une pierre angulaire du tawhid.

### Orthopraxie
L'orthopraxie est un élément majeur de l'islam et une pléthore d'hadiths régissent pratiquement tous les aspects imaginables de la vie quotidienne, de la posture à adopter pour la prière à l'usage du cure-dent (siwak), en passant par l’hygiène féminine. Les salafistes appliquent littéralement et avec zèle tous ces commandement du prophète Mahomet. Ils se conforment notamment à l'hadith réglant l’hygiène personnelle de base (fitra), qui prescrit entre autres l’épilation des aisselles, le rasage du pubis, la taille de la moustache et de se laisser pousser la barbe. Cela est éventuellement appliqué dans une optique d’extériorisation de l'engagement religieux salafiste, tout comme l'est le port de vêtements tels que le qamis ou la djellaba en Europe, lesquels permettent aussi de signifier le rejet du style occidental comme étant une innovation blâmable. Adopter le style vestimentaire ou les manières, notamment de saluer, des juifs et des chrétiens, étaient déjà dénoncé comme contraire à l'islam par Ibn Taymiyya. Par ailleurs Nasir al-Din al-Albani a critiqué le port de l'agal, communément utilisé en Arabie Saoudite, comme contraire à l'islam.
Un autre point d'achoppement de al Albani avec les wahhabites fut sur le port du voile pour les femmes, les versets coraniques à son sujet étant relativement abscons. Al Albani a inféré que la dissimulation du visage n’était pas une obligation pour les musulmanes. C’était une opinion inacceptable pour les autorités saoudiennes, qui ne renouvelèrent pas son contrat avec l'université islamique de Médine, le forçant de fait à quitter le royaume en 1963. De nos jours pendant que des salafistes portent le niqab, d'autres portent aussi le khimar (un hijab descendant jusqu'à la taille), et les femmes concernées peuvent porter alternativement l'un et l'autre.
L'ensemble de l'orthopraxie salafiste fait que ces derniers sont immédiatement reconnaissables, de par leurs habitudes vestimentaires, sociales ou religieuses, ainsi que la forme et le contenu de leur discours. D'un point de vue sociologique, les salafistes, comme beaucoup de mouvements, tentent de forger une nouvelle identité avec ses propres normes, se confrontant avec le modèle culturel dominant. Ce faisant, ils créent, à partir de la sunna, une communauté imaginée, et des réseaux d'activistes déterminés à reproduire et propager leur interprétation de l'islam. La diffusion des valeurs et méthodes (manjah) salafistes, faisant fi des frontières traditionnelles (éventuellement par vertu d’être extra territoriale et déculturée), motive les individus à appliquer le manjah, parfois sans se soucier des règles locales en vigueur : le manjah est le liant qui maintient la communauté salafiste comme un mouvement se destinant à purifier l'islam et rééduquer la communauté musulmane.
Le sens communautaire est renforcé par des frontières, et les salafistes sont obsédés par celles-ci : ils sont engagés dans une définition continue de la communauté de vrais croyants, versus les autres qui d'une manière ou d'une autre sont corrompus ou dans l'erreur. L'apport du wahhabisme au salafisme a été une attitude sectaire vis-à-vis des musulmans ne partageant pas leurs vues théologiques et xénophobes vis-à-vis des non-musulmans, ce qui inclut les chiites lesquels sont traditionnellement considérés par les wahhabites comme une secte hérétique ne faisant pas partie de l'islam,. Cela a été érigé par les wahhabites en un principe dit de « loyauté et désaveu » (Al wala' wal bara') lequel enjoint aux musulmans de haïr les non-musulmans et lequel est devenu une pierre angulaire du salafisme.
Ce principe aussi encourage les musulmans des pays dits mécréants (kafir) à émigrer dans un pays musulman (Hijra), qui occupe une place importante dans l'imaginaire salafiste. De manière assez spectaculaire al-Albani a enjoint aux Palestiniens de quitter les territoires occupés de Gaza et Cisjordanie, mais pas tant à cause du principe de loyauté et désaveu, mais plus parce qu'ils ne pouvaient pas pratiquer leur religion correctement selon lui. Par ailleurs l’idée centrale reste que l’intégrité de la doctrine prime sur l'attachement territorial.

## Formes actuelles
Il y a un fort sentiment parmi les sunnites que la proximité temporelle avec le prophète Mahomet est gage de pureté de l'islam, ce qui fait que de nombreux mouvements se réclament salafistes, à commencer par le wahhabisme. Par ailleurs pendant que les salafistes partagent la même doctrine exposée ci-dessus, ils divergent sur l'analyse du contexte. Par exemple tous les salafistes sont d'avis, que si un ennemi attaque délibérément des civils musulmans, les musulmans sont fondés à engager des représailles : la scission apparaît alors sur l’interprétation des intentions occidentales dans les conflits impliquant des musulmans : une question de contexte et non de théologie.
Outre les divergences d’interprétations sur le djihad, un autre point de divergence au sein du mouvement salafiste est sur la hisba, ou le devoir d’ordonnance du bien et d'interdiction du mal (al ʿamr bi-l maʿrūf wa-n nahy ʿan al munkar). Au contraire du al wala wal bara régissant les rapports de la communauté avec l’extérieur, la hisba régit le fonctionnement intra-communautaire, et peut être considéré comme un outil de purification de celle-ci qui peut être achevé soit par l'usage de la violence, soit par le reproche verbal, ou par la désapprobation mentale,. Par-delà le fait de savoir si la hisba est un devoir individuel (farḍ al-'ayn) pour les musulmans ou collectif pour la communauté musulmane (farḍ al-kifāya), les salafistes se partagent entre une approche quiétiste, où le devoir du croyant est limité au « conseil discret » et une approche plus activiste où la hisba est utilisée pour légitimer l'usage de la violence en couvrant un large éventail coercitif intermédiaire.
Tout cela favorise la fragmentation du mouvement, laquelle est exacerbée par la nature décentralisée de son fonctionnement où chaque savant salafiste offre sa propre lecture comme la seule vérité possible. On distingue néanmoins trois mouvances dans le salafisme contemporain : une « quiétiste », une politique, et une djihadiste :
De nos jours, lorsque le terme « salafisme » est utilisé sans qualificatif, il est compris comme désignant le « salafisme contemporain » qui est un mouvement d'inspiration néo-fondamentaliste lui-même divisé en trois courants,, :
- le « salafisme quiétiste », aussi connu comme « salafisme prédicatif » (salafiyya al-da'wa), « salafisme littéraliste » ou « salafisme cheikhiste », qui prône l'éducation et la purification de la communauté (oumma) par la pédagogie et l'enseignement religieux[23] ;
- le « salafisme politique », « salafisme réformiste » ou « salafisme activiste » (salafyia al-harakyyia), organisé en mouvements politiques ;
- le « salafisme djihadiste » (al-salafiyya al-jihadiyya) ou « salafisme révolutionnaire » qui prône, lui, une action armée pour imposer l'islam purifié des origines[41]. On retrouve dans cette mouvance des groupes terroristes[42] tels qu'Al-Qaïda ou l'État islamique[43].

Les salafistes se revendiquent régulièrement comme des « gens du hadith » (ahl al-hadith) et les adhérents d'une mouvance salafiste contemporaine la désignent toujours comme représentant le « salafisme pur » ou « vrai salafisme » (al-salafiyya al-naiyya ou al-salafiyya al-sahida).
Ce mouvement protéiforme est ainsi caractérisé par des polémiques internes et des disputes théologiques, chacune de ces tendances entretenant un rapport particulier aux sociétés européennes et musulmanes ainsi qu'aux façons de parvenir à l'établissement de l’État islamique.

### Le salafisme quiétiste
Afin d'endiguer le panarabisme, principalement représenté par le nassérisme en Égypte et le baasisme en Syrie et en Irak, l'Arabie saoudite développa une politique de prosélytisme islamique dans les années 1960, notamment avec la création de l’université islamique de Médine en 1961 et de la Ligue islamique mondiale en 1962,. Ces entités deviendront d'importants vecteurs du prosélytisme salafiste,,.
À partir des années 1970, notamment sous l'influence de Nasir al-Din al-Albani, un processus d'idéologisation du salafisme contemporain prit place, transformant une doctrine théologique en une idéologie, ou une méthode (manjah), prétendant régir tous les aspects de la vie quotidienne dans le but de transformer celle-ci.
Cette tendance salafiste, développée en particulier par des imams proches du régime saoudien, est essentiellement inspirée par le cheikh Muhammed Nacer ad-din al-Albani, particulièrement à partir de 1961 où il a été nommé à l'université de Médine, jusqu'à sa mort en 1999. Il a théorisé la doctrine quiétiste sur la base de « la bonne politique, aujourd'hui, est de délaisser la politique ». Pour al-Albani, il est nécessaire de poursuivre une stratégie du « at tasfiyatu wa tarbiyah » (la purification et l'éducation) : d'une part, régénérer la foi en la purifiant des « innovations » l'éloignant de la foi authentique ; d'autre part, éduquer les musulmans à cette foi régénérée, de manière qu'ils abandonnent toutes leurs pratiques religieuses antérieures, jugées corrompues. C'est de la diffusion générale dans la société de cette piété que doit naître le changement politique.
Les quiétistes sont parfois qualifiés de pacifistes, à tort selon certains experts, qui postulent qu'ils sont avant tout de nature obéissante et qu'ils n’hésiteraient pas à s'engager dans le djihad si ordre est donné par l’autorité reconnu. Ils l'ont déjà fait à plusieurs reprises, contre l'URSS en Afghanistan dans les années 1980, les socialistes dans la guerre civile yéménite de 1994, et contre les zaydites dans la région de Sa'dah dans le nord du Yémen, depuis 2014.
Bien que les quiétistes aient développé une rhétorique vitriolique envers les djihadistes, ils ne rejettent pas le djihad comme un moyen tactique, mais pensent que la communauté musulmane, et salafiste en particulier, n'est pas encore prête pour cette étape qui doit venir après l'éducation et la purification de la communauté, ce qu'al Albani a résumé par cette question rhétorique : « Comment ces gens se disent prêts pour le djihad, quand ils ne sont pas encore d'accord entre eux, sur les articles de foi à respecter ('Aqîda) ? ». Cette vue est aussi replacée dans le contexte historique où le prophète Mahomet a commencé par propager la foi, avant le djihad. Les guerres civiles d'Afghanistan après le retrait des troupes soviétiques, sont une preuve selon les quiétistes que les musulmans afghans n’étaient pas préparés spirituellement au djihad. Ils sont par ailleurs d'avis, qu'une fois que la communauté musulmane aura embrassé la vraie foi, c'est-à-dire la leur, alors, le djihad ne pourra que devenir triomphant. Dans l’intermède, ils pensent que l'action violente ne peut qu’entraîner des réactions négatives des autorités limitant leur capacité de prosélytisme.
En retour, les djihadistes dénoncent les quiétistes comme cheikhistes, impliquant que ces derniers sont des instruments des autorités « acheté pour protéger les gouvernements immoraux de la colère des vrais musulmans », et les djihadistes ne rechignent pas à déclarer des quiétistes du pouvoir saoudien comme traîtres et apostats.
Le développement du salafisme contemporain est depuis les années 1960-70 largement lié au généreux mécénat saoudien dont, selon un faisceau de présomptions, bénéficie ce mouvement sous toutes ses formes y compris les plus violentes.

### Le salafisme réformiste
Les Frères musulmans, fuyant les répressions du nassérisme en Égypte celle du baasisme en Syrie et en Irak importèrent en Arabie saoudite, où ils trouvèrent refuge, une culture politique auparavant relativement absente, sans que cela ne gêne réellement le pouvoir en place. Cela changea fortement lorsque le pouvoir religieux, associé au salafisme quiétiste, émit une fatwa permettant le stationnement de troupes américaines sur le sol saoudien dans le cadre de la première guerre du Golfe en 1990. Cette décision fut un choc pour la communauté salafiste qui est considéré comme l’événement majeur à l'origine de l'essor du salafisme politique. Cette mouvance est issue du syncrétisme entre idéologie des Frères musulmans et wahhabisme durant les années 1960, à un moment où le wahhabisme manquait de cadre.
Cette expression du salafisme est représentée principalement par le courant du « Réveil islamique » (Sahwa Islamiyya), dans les années 1990 en Arabie saoudite,.

### Le salafisme djihadiste
Le mouvement salafiste contemporain a été jusqu'à récemment largement quiétiste, c'est-à-dire qu'il refusait de s'engager dans l’arène politique ou, plus généralement, de prendre part aux affaires de la société civile, afin de ne pas éroder la pureté de l'islam en y mêlant des désirs et émotions humaines. Récemment sont apparus deux autres courants, le salafisme djihadiste et le salafisme politique, lesquels sont dénoncés par les quiétistes historiques comme rationalistes et motivés par le désir humain.
Le but des salafistes djihadistes est l’établissement d’États islamiques. Cette mouvance fait du djihad armé le cœur de son engagement : la doctrine djihadiste consiste alors à établir les raisons justifiant le djihad, puis à justifier les méthodes utilisées.
Le salafisme djihadiste quant à lui est largement considéré comme étant le résultat de la Guerre d'Afghanistan (1979-1989) : la première guerre contemporaine conduite en invoquant le principe du djihad (soutenue largement par l'Arabie saoudite et les États-Unis). Cette guerre a été marquée par un succès pour les djihadistes (alors appelés moujahidin), le premier, de très longue mémoire, contre un pays qui était à l'époque une des plus grandes puissances de la chrétienté. Cela a laissé une armée de djihadistes, forte d'une grande aura dans le monde musulman, galvanisée, bien entraînée, extrêmement confiante et bien décidée à reproduire de tels succès. La faction djihadiste prit son essor seulement à la suite de la répression saoudienne contre les mouvements salafistes politiques dans le milieu des années 1990. Le vide théologique et charismatique créé par la disparition des principales figures du salafisme quiétiste, le grand mufti d'Arabie Saoudite, Abd al-Aziz ibn Baz, et al-Albani en 1999, puis Ibn Uthaymin en 2001, profita aussi à l'émergence d'une génération de cheikhs saoudiens beaucoup plus radicaux, dont notamment les disciples de Hamoud al Aqla al Shuebi, mort en 2002.
Le salafisme djihadiste de l'État islamique et des autres groupes du même type s'inspire du wahhabisme. Cependant, ces différents groupes rivaux s'excommunient entre eux. Pour l'historien Daoud Riffi, le salafisme djihadiste est le « wahhabisme originel », « intégral »,.
La plupart des musulmans sont extrêmement réticents à dénoncer un des leurs comme apostat (Takfîr), une dénonciation fortement découragée par plusieurs hadiths. C’était néanmoins une pratique appliquée libéralement chez les kharijites... Et c'est un préalable nécessaire à l'action djihadiste en terrain musulman, puisque permettant de se libérer des contraintes coraniques tel le verset 4:92 : « Il n'appartient pas à un croyant de tuer un autre croyant, si ce n'est par erreur » ; ou le verset 4:59 : « Ô les croyants ! Obéissez à Allah, [...] et à ceux d'entre vous qui détiennent le commandement ». Ceci vaut aux djihadistes d’être souvent qualifiés de « takfiri » ou de «kharidjites » par leurs contempteurs musulmans.
En effet, une grande partie de la construction de la doctrine djihadiste consiste à établir les conditions d'apostasie : cette doctrine aurait deux origines, l'une wahhabite et l'autre venant des Frères musulmans Égyptiens, cette dernière prenant sa source en Inde dans un contexte d'occupation coloniale britannique,.

## Rhétoriques
L'une des rhétoriques des salafistes est de s'en prendre aux théologiens et aux suiveurs des autres courants de l'islam en mettant en garde contre eux et en les accusant d'hérésie, de perversion voire de mécréance.

## Mouvements salafistes aujourd'hui par pays

### Allemagne
Le salafisme est un mouvement croissant en Allemagne et les estimations de l'Office fédéral de protection de la constitution (BfV : Bundesamt fuer Verfassungsschutz) montrent qu'il est passé de 3 800 membres en 2011 à 7 500 membres en 2015. En Allemagne, la plupart des recrutements au mouvement se fait sur Internet et également dans les rues, par le biais d'une propagande qui cible tout particulièrement les jeunes. Il y a deux camps idéologiques ; l'un majoritaire, se fait l'avocat du salafisme politique et oriente ses efforts de recrutement en direction des non-musulmans et les musulmans non-salafistes pour gagner en influence sur la société ; l'autre minoritaire, se fait l'avocat du salafisme djihadiste et cherche à gagner en influence par le recours à la violence et dernièrement, la totalité des cellules terroristes identifiées en Allemagne venaient des milieux salafistes.
En 2015, Sigmar Gabriel, vice-chancelier de l'Allemagne, a déclaré que : « Nous avons besoin de l'Arabie saoudite pour résoudre les conflits régionaux, mais nous devons en même temps clarifier le fait que la politique de l'autruche est terminée. Les mosquées wahhabites sont financées dans tout le monde entier par l'Arabie saoudite. En Allemagne, beaucoup de dangereux islamistes proviennent de ces congrégations ».
En 2017, le nombre des salafistes est passé 10 800 selon BfV.

### Belgique
Relayant les critiques d'islamologues formés dans les universités belges ou françaises et de militants pour un islam libéral (dit aussi « islam européen », adapté aux sociétés sécularisées) soutenus par des personnalités politiques[réf. nécessaire], plusieurs médias rapportent que l'origine de l'implantation du salafisme en Belgique remonterait à la création du Centre islamique et culturel de Belgique (CICB) en 1963. En 1967, lors d'une visite officielle en Belgique, le roi Fayçal fait un don aux victimes de l'incendie de l'Innovation. En remerciement et pour des raisons de diplomatie économique, les autorités belges louent (bail emphytéotique de 99 ans) en 1969 à l'Arabie saoudite le bâtiment d'un pavillon oriental en ruine qui, une fois complètement transformé (notamment par l'ajout de trois étages), devient en 1978 la Grande mosquée de Bruxelles et le siège du CICB,. Influente, la mosquée est présentée par de nombreux observateurs comme « un cheval de Troie salafiste au cœur de Bruxelles ». En avril 2012, les autorités belges exigent discrètement du gouvernement saoudien le départ du diplomate et directeur du CICB, l'imam Khaled al-Abri en raison de ses prêches radicaux. Khaled al-Abri nie ces accusations. Comme le constate Christophe Lamfalussy dans La Libre Belgique, « jamais la Grande Mosquée n’a été impliquée dans une filière d’envoi de djihadistes vers la Syrie ». L'imam théologien de la Grande mosquée de Bruxelles, le soufi mouride,, Mouhamed Galaye Ndiaye condamne « avec fermeté » les violences commises au nom de l'islam et les « criminels » qui les commettent. Et affirme « sur les 400 ou 500 jeunes qui sont partis en Syrie, il n’y en a pas un qui a étudié chez nous ». L’imam souligne que la violence « n’a rien à voir avec l’islam ». La Grande mosquée de Bruxelles a « un programme de lutte contre le radicalisme » qui, grâce au centre islamique et culturel belge (CICB), a pu aider des familles dont les enfants avaient emprunté le chemin de la radicalisation.
En juillet 2012, Alain Winants, administrateur-général de la Sûreté de l'État, confie au journal De Morgen que « le salafisme est la menace principale pour la Belgique », une opinion qu'il réitère à La Libre Belgique en novembre de la même année.
Selon le politologue spécialiste de l'Islam Olivier Roy, invité à Bruxelles par le roi Philippe, la génération de djihadistes des années 2010 n’est pas inspirée principalement par le salafisme mais se trouve « dans une perspective suicidaire, nihiliste, non utopiste », qui ne fait aucune référence à un conflit particulier. Ces terroristes ne sont pas des piliers de mosquées. Ce qui fait dire au professeur à l'Institut universitaire européen de Florence qu’il ne sert à rien de vouloir fermer les mosquées salafistes pour combattre le terrorisme. Le problème est selon lui ailleurs.
Selon La Libre Belgique, en 2016, « à bonne source, on estime » le nombre de mosquées sous influence salafiste à une trentaine, soit deux fois plus que l'estimation précédente en 2001.
Le principal centre salafi à Bruxelles est le Markaz Al-Forqane et le principal centre salafi en Wallonie est le Markaz-Al-Jama'a, situé boulevard Jacques Bertrand à Charleroi.

### Égypte
Al-Sunna Al-Muhammadeyya est une organisation fondée en 1926 par Muhammad Hamid al-Fiqi en Égypte. Son fondateur se réclame de Ibn Taymiyya,.

### France
La présence du salafisme en France est identifiée depuis les années 1990. Pour le politologue Gilles Kepel, les émeutes de 2005 dans les banlieues françaises « permettent, à côté de la participation politique massive des enfants de l’immigration musulmane, l’émergence d’une minorité salafiste visible et agissante qui prône le « désaveu » (al bara’a) d’avec les valeurs de l’Occident « mécréant » et l’allégeance exclusive (al wala’) aux oulémas saoudiens les plus rigoristes ».
Selon des sources policières, la France compterait 90 lieux de culte d’obédience salafiste sur 2 500 recensés en 2015, soit deux fois plus qu'en 2010 et environ cinq fois plus qu'en 2005. D'après la direction générale de la Sécurité intérieure (DGSI), le nombre de fidèles affiliés au courant a quant à lui triplé entre 2010 et 2015, passant de 5 000 à 15 000. Cette progression a lieu essentiellement dans les grands centres urbains (région parisienne, Rhône-Alpes et Provence-Alpes-Côte d'Azur). Le courant quiétiste est largement majoritaire dans le salafisme français. L'essor de la mouvance serait dû à l'effacement des Frères musulmans représentés au sein de l'Union des organisations islamiques de France.
Par exemple, la mosquée Assalam de Nantes a fait l'objet d'une vive controverse lors de sa construction commencée en 2009 et achevée en 2012. Elle est la plus grande mosquée dans sa région. La mosquée est souvent classée parmi les exemples des efforts du Qatar pour exporter le wahhabisme, leur version extrême et souvent intolérante de l'islam, dans toute l'Europe.
Selon le sociologue Samir Amghar, « […] le salafisme s’est implanté grâce à la prédication des premiers diplômés européens revenus d’Arabie Saoudite où ils étaient allés suivre une formation en sciences religieuses. […] Les ouvrages des théologiens salafis sont de plus en plus présents dans les librairies islamiques, ils deviennent des références pour beaucoup de musulmans, même pour ceux qui appartiennent aux autres tendances de l’islam (Frères musulmans, tablighis…). Le salafisme s’impose de plus en plus comme une orthodoxie religieuse. Cette prédication est tellement efficace que le mouvement a vu ses effectifs doubler en cinq ans, passant de 5 000 en 2004 à plus de 12 000 aujourd’hui (en 2012) ».
Et de relever une évolution récente : « Internet est devenu la principale source d'information religieuse mais aussi le principal pourvoyeur de radicalité. Ce n'est plus tant dans les mosquées (radicales), lieux traditionnels du débat mais aussi du recrutement des djihadistes avant le 11 septembre 2001, et où les imams (salafistes) se savent aujourd'hui très surveillés par les services de renseignement […] ». En effet, même les salafistes djihadistes reprennent avec succès les codes du web et les principes du marketing 2.0 pour embrigader la jeunesse et l'inciter à rompre totalement avec le reste de la société dite mécréante.
Pour certains analystes, cette progression s'explique par la perte d'influence de l'Union des organisations islamiques de France. Si les salafistes français sont dans leur grande majorité des quiétistes qui dénoncent le djihad armé, le chercheur Haoues Seniguer estime que « le néosalafisme d'aujourd'hui peut être un sas » vers le djihadisme.
Pour le sociologue Samir Amghar, l'autre raison est à chercher dans la « demande de normes très strictes ». Cette affiliation à « des groupes religieux intensifs forts, capables d’offrir des codes de sens et une sécurité apaisante » serait aussi vécue comme un « défi manifeste à l’opinion majoritaire ». Les salafistes pensent incarner un « groupe dangereux ou redoutable pour les classes moyennes et supérieures ». C'est pourquoi, « le salafisme fascine ceux qui ont un différend avec l’ordre social » ».
Toutefois, d'après Mediapart, le salafisme français « est le fait de petits groupes informels ne cherchant pas à se fédérer à l'échelon national. Aucun de ses représentants ne siège dans l'Instance de dialogue avec l'islam, lancée par Manuel Valls le 15 juin 2015 pour réfléchir à la formation des imams et au financement des mosquées ».

### Pakistan
Ahl al-Hadith est un mouvement salafiste présent au Pakistan.

### Suède
Des représentants de la mosquée de Gävle ont fait la promotion de cette variante de l'Islam, laquelle est considérée comme extrémiste en Suède. Selon le chercheur Aje Carlbom à l'Université de Malmö, l'organisation derrière le travail de missionnaire est la Swedish United Dawah Center, abrégée en SUDC. La SUDC est caractérisée comme un groupe salafiste par un chercheur en histoire religieuse à l'université de Stockholm et a de nombreux liens avec le Britannique Abdur Raheem Green (en).

## Personnalités salafistes
- Abd al-Aziz ibn Baz[90]
- Abdullah el-Faisal (en)[91],[92]
- Abdur Raheem Green (en)[93]
- Abu Eesa Niamatullah[94],[95]
- Abu Qatada[96],[97]
- Ali al-Tamimi (en)[93]
- Anjem Choudary[98],[99],[100],[101]
- Bilal Philips[102]
- Feiz Mohammad (en)[103]
- Haitham al-Haddad[93]
- Muhammad Al-Munajjid[104]
- Muhammad ibn al Uthaymin[105]
- Muhammad Nasir-ud-Din al-Albani[106]
- Mohamed Yusuf (Boko Haram)[107]
- Omar Bakri Muhammad[108]
- Oussama ben Laden[109],[110]
- Rabi al-Madkhali[23],[111],[112]
- Yasir Qadhi (en)[113]
- Zakir Naik[114]
- Saleh Al-Fawzan[115]
- Mohammed Ali Ferkous

### Ouvrages
- Céline Pina, Silence coupable : déni de la classe politique face à la progression rampante du salafisme, Éditions Kero, 2016
- Alexandre del Valle, Les vrais ennemis de l'Occident : Du rejet de la Russie à l'islamisation des sociétés ouvertes, Paris, L'artilleur, 26 octobre 2016, 560 p. (ISBN 978-2-8100-0727-1)
- Christian Chesnot et Georges Malbrunot, Nos très cher émirs : Sont-ils vraiment nos amis ?, Michel Laffont, coll. « Document », 20 octobre 2016, 299 p. (ISBN 978-2-7499-2487-8)
- Pierre Conesa (préf. Hubert Védrine), Dr Saoud et Mr. Djihad : La diplomatie religieuse de l'Arabie saoudite, Robert Lafont, 8 septembre 2016, 306 p. (ISBN 978-2-221-19564-2 et 2-221-19564-7)
- Samir Amghar, Le Salafisme d'aujourd'hui : Mouvements sectaires en Occident, Paris, Michalon, 2011, 283 p. (ISBN 978-2-84186-563-5, présentation en ligne)
- Bernard Rougier (dir.), Qu'est-ce que le salafisme ?, PUF, Paris, 2008, 271 p.  (ISBN 978-2-13-055798-2)
- Mohamed-Chérif Ferjani, Les Voies de l'islam, approche laïque des faits islamiques (CRDP de Franche- Comté / Ed. du Cerf, 1996), « Islamisme, laïcité et droits de l'homme » (L'Harmattan, 1992), Politique et le religieux dans le champ islamique (Le) Fayard 2005, 354 p.  (ISBN 221-3624909)
- Mohamed-Ali Adraoui, Du Golfe aux banlieues : Le salafisme mondialisé, PUF, coll. « Proche-Orient »
- (en) Roel Meijer (dir.), Global Salafism : Islam's new religious movement, Hurst, Londres, 2009, 463 p.  (ISBN 978-1-85065-980-8)
- (en) Laurent Bonnefoy, Salafism in Yemen. Transnationalism and Religious Identity, Hurst/Columbia University Press, Londres:New York, 2011, 336 p.  (ISBN 978-1849041317)
- (en) Gilles Kepel, Jihad: The Trail of Political Islam, Harvard University Press., 2002 (lire en ligne)
- (en) Oliver, Haneef James. The Wahabi Myth, Trafford, 2003,  (ISBN 1553953975 et 978-1553953975) (Free)
- (en) Haneef James. « Sacred Freedom: Western Liberalist Ideologies In The Light of Islam ». TROID, 2006,  (ISBN 0-9776996-0-9) (Free)
- (en) Global jihadism: theory and practice, Brachman, Jarret, Taylor & Francis, 2008,  (ISBN 0-415-45241-4 et 978-0-415-45241-0)
- Éric Delbecque, Les Silencieux, Plon, 2020.

### Littérature confessionnelle
- Muhammad Nassiruddine al Albani (dir.), Le Salafisme du mythe à la réalité, édition Al-Hadith, (2008), 244 pages  (ISBN 978-2-930395-22-7)
- M. Jarman, Les salafites de Muhammad Ibn 'Abd al-Wahhâb à Nâsir ad-Dîn Al-Albânî, Conseil islamique de France, 2007, 199 p. (ISBN 9953-81-083-4, lire en ligne)

### Articles
- Nabil Mouline, « Petits arrangements avec le wahhabisme », sur Le Monde diplomatique, janvier 2018.
- Romain Caillet, Salafistes et djihadistes : quelles différences, quels points communs ?, Le Figaro, 26 novembre 2015.

## Filmographie
- Salafismes au XXe siècle, conférence de Dominique Thomas dans le cadre de l'Université de tous les savoirs, Service du Film de Recherche Scientifique, Vanves ; CERIMES, 2008?, 88 min (DVD)